# Piazza di Spagna

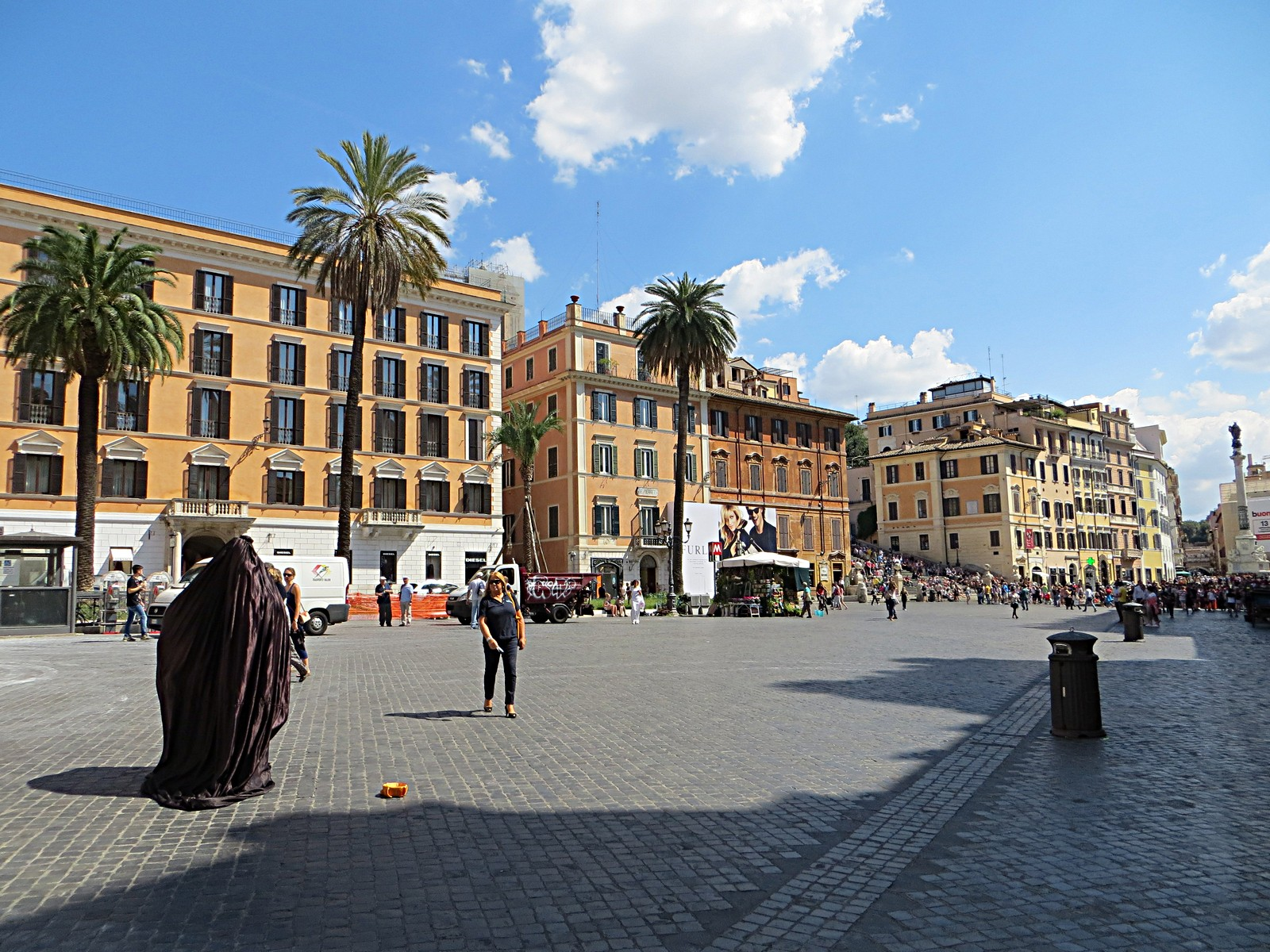
Piazza di Spagna gezien vanuit het noorden.

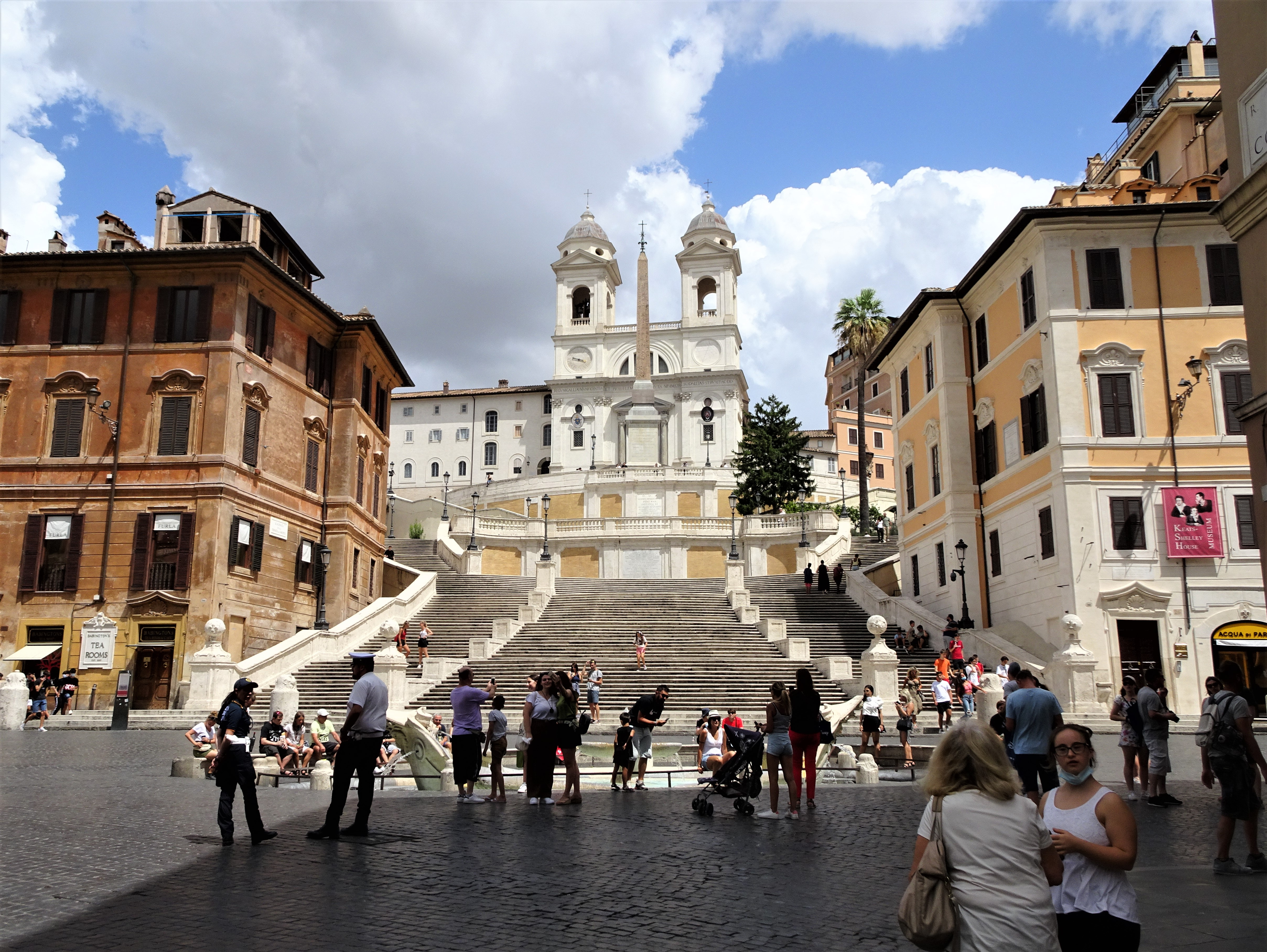
De Fontana della Barcaccia en de Spaanse Trappen, gezien vanuit de Via Condotti.

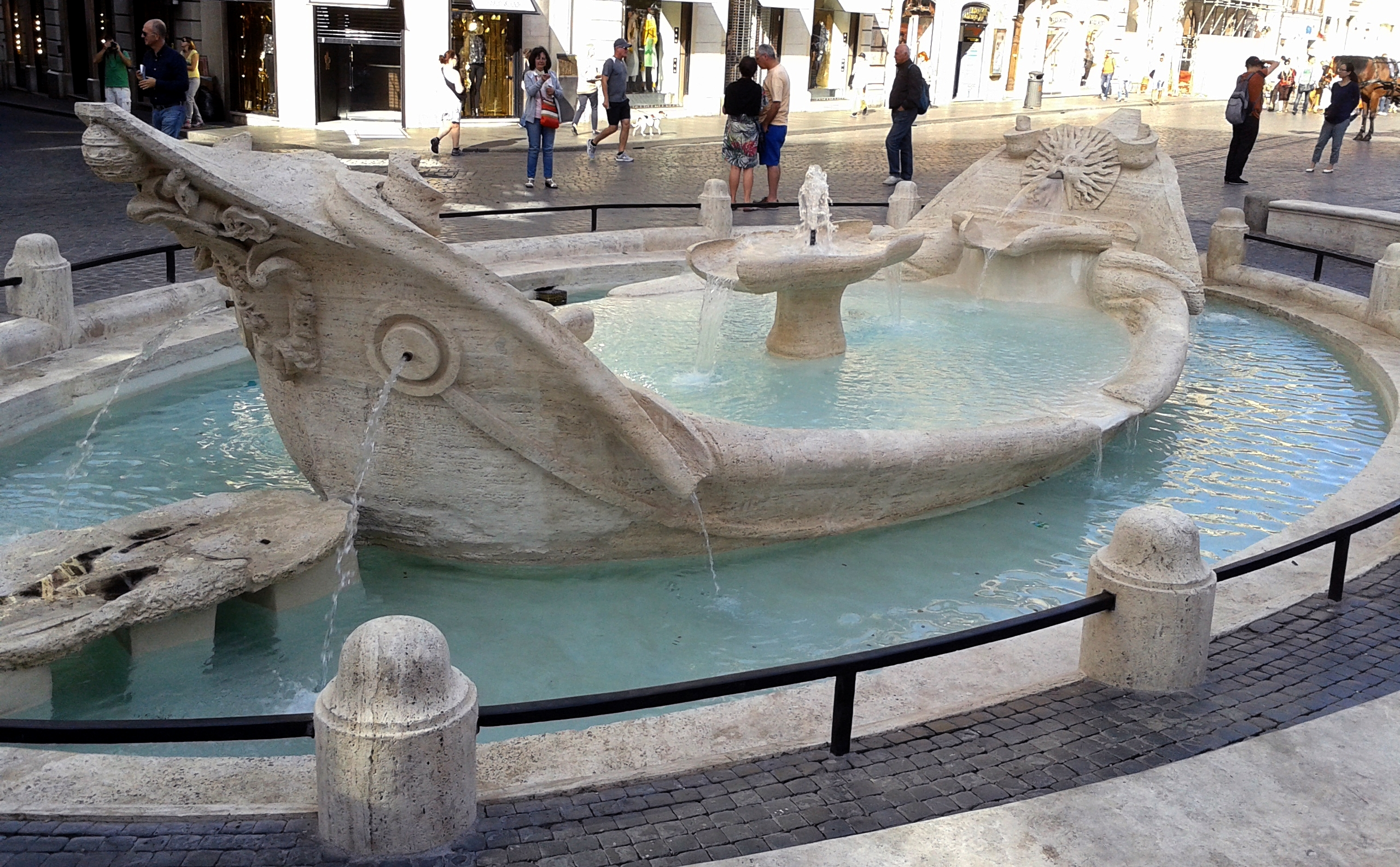
De Fontana della Barcaccia gezien vanaf de Spaanse Trappen

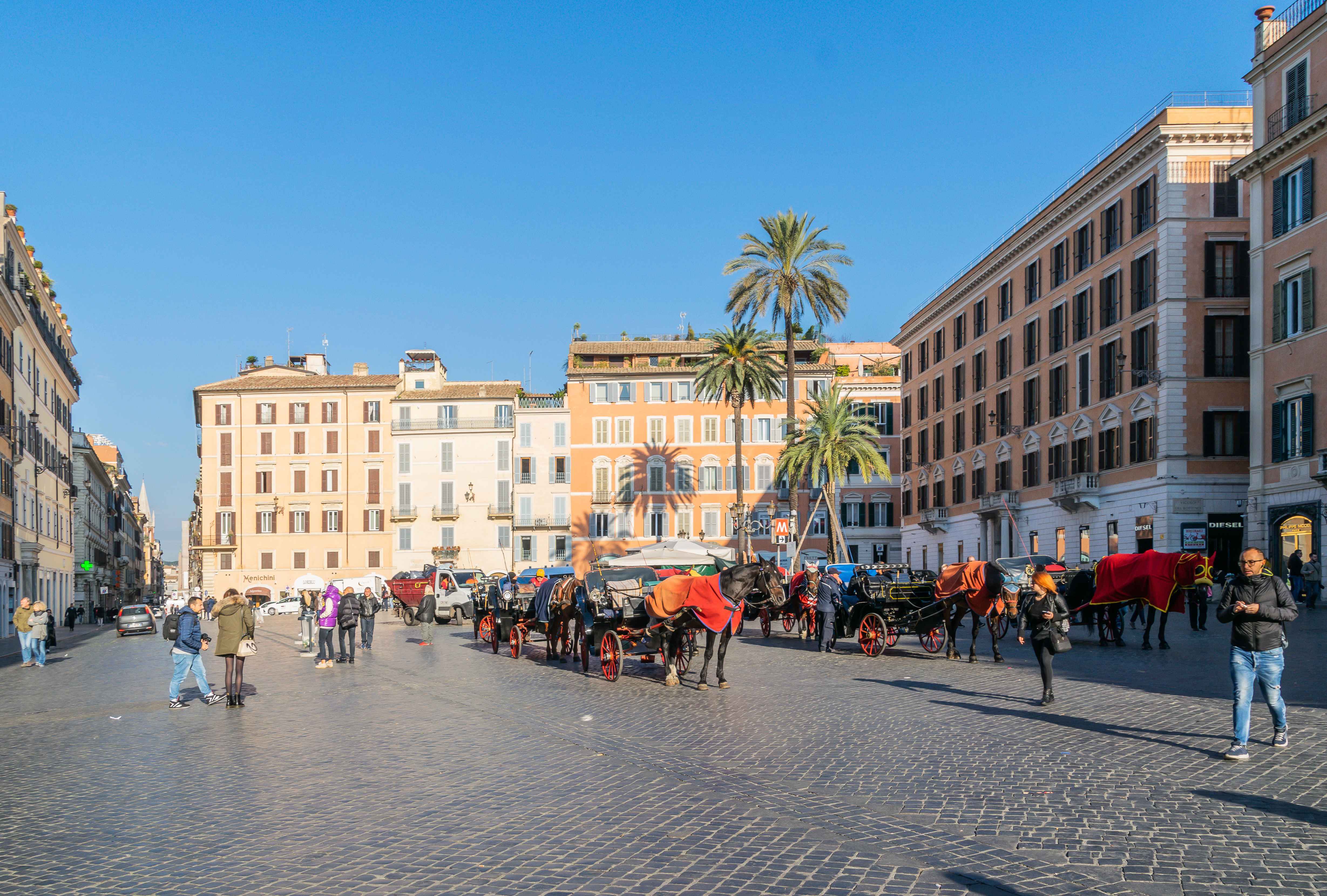
Piazza di Spagna gezien vanuit het zuiden

De Piazza di Spagna is een levendig plein in het centrum van Rome; het dankt zijn naam aan de aangrenzende Spaanse ambassade bij de Heilige Stoel. Het langwerpige plein is veel smaller in het midden dan aan de uiteinden, waardoor het de vorm heeft van een vlinderdas of van twee naar elkaar toegekeerde driehoeken.

## Beschrijving
Op en rond de Piazza di Spagna liggen diverse bezienswaardigheden:
- In het midden van het plein ligt Bernini's Fontana della Barcaccia uit 1629. Deze fontein heeft de vorm van een zinkende sloep, en is geïnspireerd door de gevolgen van de zware overstroming van de Tiber in 1598.
- Vanaf de Fontana della Barcaccia voeren de Spaanse Trappen (Italiaans: Scalinata della Trinità dei Monti) uit 1725 omhoog naar de Trinità dei Monti, de Franse kerk op de nabijgelegen Pincio-heuvel.

- Links van de Spaanse Trappen, op nr. 25 van de Piazza di Spagna, ligt Babington's Tea Rooms, gesticht in 1893 en daarmee het oudste theehuis in Rome.
- Rechts van de Spaanse Trappen, op nr. 26 van de Piazza di Spagna, is het huis "Casina rossa" waar de Engelse romantische dichter John Keats logeerde vanaf 1820 en waar hij het jaar nadien al overleed. In het gebouw is thans het Keats-Shelley House ondergebracht, een museum gewijd aan de Britse dichters uit de romantiek.[1]
- Nog iets meer naar rechts, op nr. 31, ligt het casa-museo Giorgio de Chirico waar een grote verzameling schilderijen, aquarellen, lithografieën en beeldhouwwerken van deze kunstenaar is tentoongesteld. In dit huis woonde de kunstenaar de laatste 30 jaar van zijn leven tot aan zijn dood in 1978.[2]
- Op Piazza Miganelli, dat aansluit op het zuidelijke einde van de Piazza di Spagna, staat de Zuil van de Onbevlekte Ontvangenis, in totaal 29 meter hoog. Dit monument werd in 1857 opgericht[3] en bekroond met een bronzen Mariabeeld, ter herinnering aan het dogma van de Onbevlekte Ontvangenis van Maria dat paus Pius IX drie jaar voordien had afgekondigd. Elk jaar op 8 december, het katholieke hoogfeest van Maria's Onbevlekte Ontvangenis, wordt dit beeld door de brandweer van Rome versierd met een bloemenkrans.[4] Traditioneel komt de paus bij die gelegenheid bidden bij het monument.
- Op nummer 48 van het plein, aan het zuidelijke uiteinde ervan, ligt het 17de-eeuwse Palazzo di Propaganda Fide, waaraan onder andere Francesco Borromini en Gian Lorenzo Bernini hebben meegewerkt. Opmerkenswaardig is vooral de door Borromini ontworpen gevel aan de Via di Propaganda, gekenmerkt door de convexe en concave lijnen, typisch voor de ontwerpen van deze architect. De gevel aan de zijde van de Piazza di Spagna is door Bernini ontworpen. Dit palazzo is extraterritoriaal gebied van de Heilige Stoel, en is de zetel van de Congregatie voor de Evangelisatie van de volkeren. Tot 1982 droeg deze congregatie de Latijnse naam de Propaganda Fide ("voor de verspreiding van het geloof"), waarnaar het palazzo nog steeds wordt genoemd. Deze congregatie werd in 1622 opgericht door paus Urbanus VIII en had de opleiding van missionarissen als oogmerk. Naar die oprichter verwijzen het pauselijke wapenschild met drie bijen en het opschrift eronder "Collegium Urbanum de Propaganda Fide", te zien op de gevel aan de Piazza di Spagna. Gedeelten van dit palazzo evenals het erin ondergebrachte Museo Missionario kunnen worden bezocht (in restauratie maart 2021).[5]
- Op nr. 57 van het plein ligt het palazzo waar sinds 1657 de Spaanse ambassade bij de Heilige Stoel is ondergebracht.[6] Het gebouw dateert uit de 17de eeuw, maar werd verschillende malen verbouwd; de huidige gevel dateert uit de eerste helft van de 19de eeuw.
- Op de Piazza di Spagna sluiten een aantal bekende winkelstraten aan; de bekendste liggen aan de westzijde van het plein:
  - Via del Babuino,
  - Via della Croce,
  - Via Condotti,
  - Via Frattina,
  - Via Borgognona.

## Afbeeldingen

### Het midden van het plein

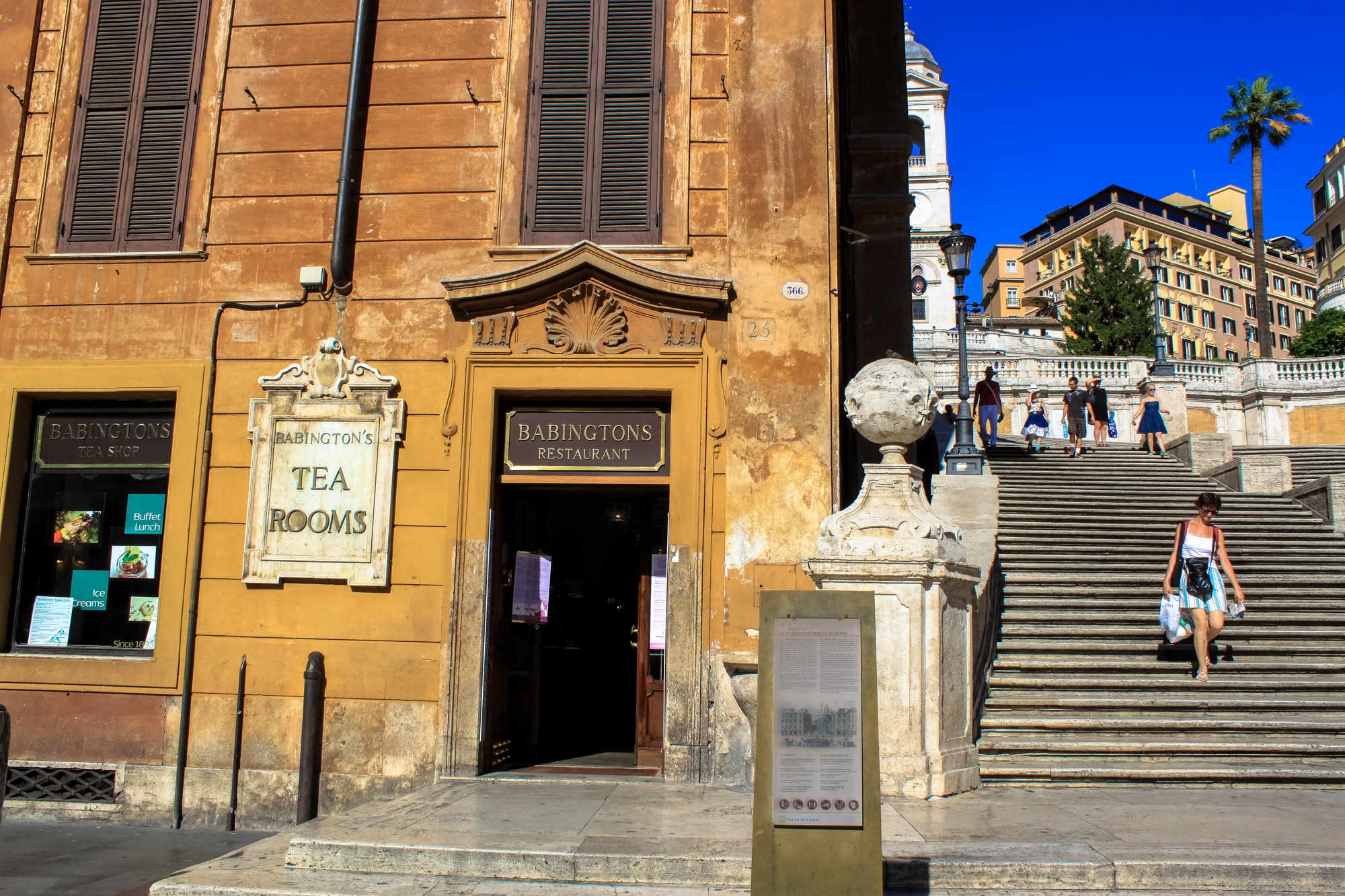
Babington's Tea Rooms naast de Spaanse Trappen
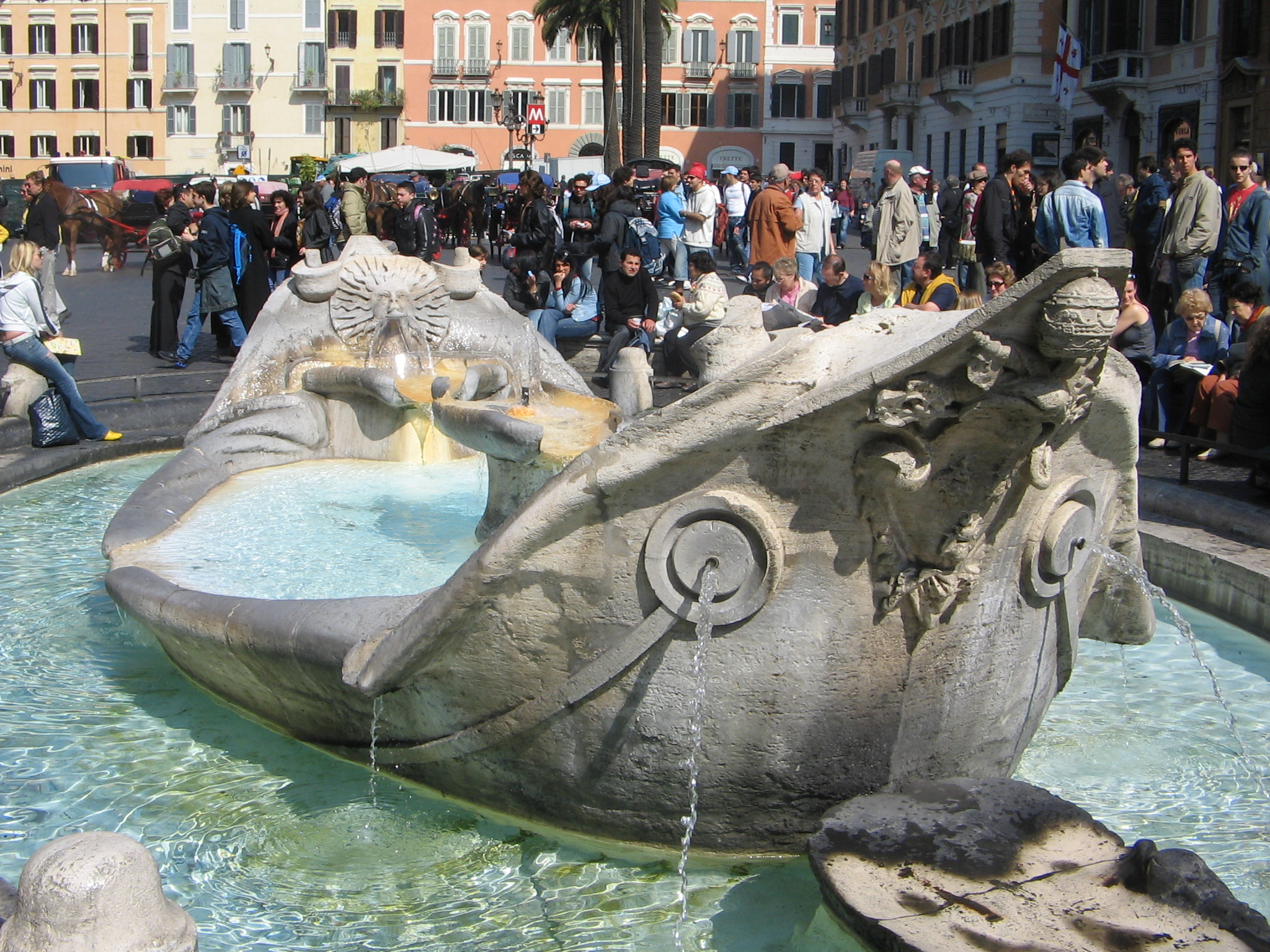
de Fontana della Barcaccia
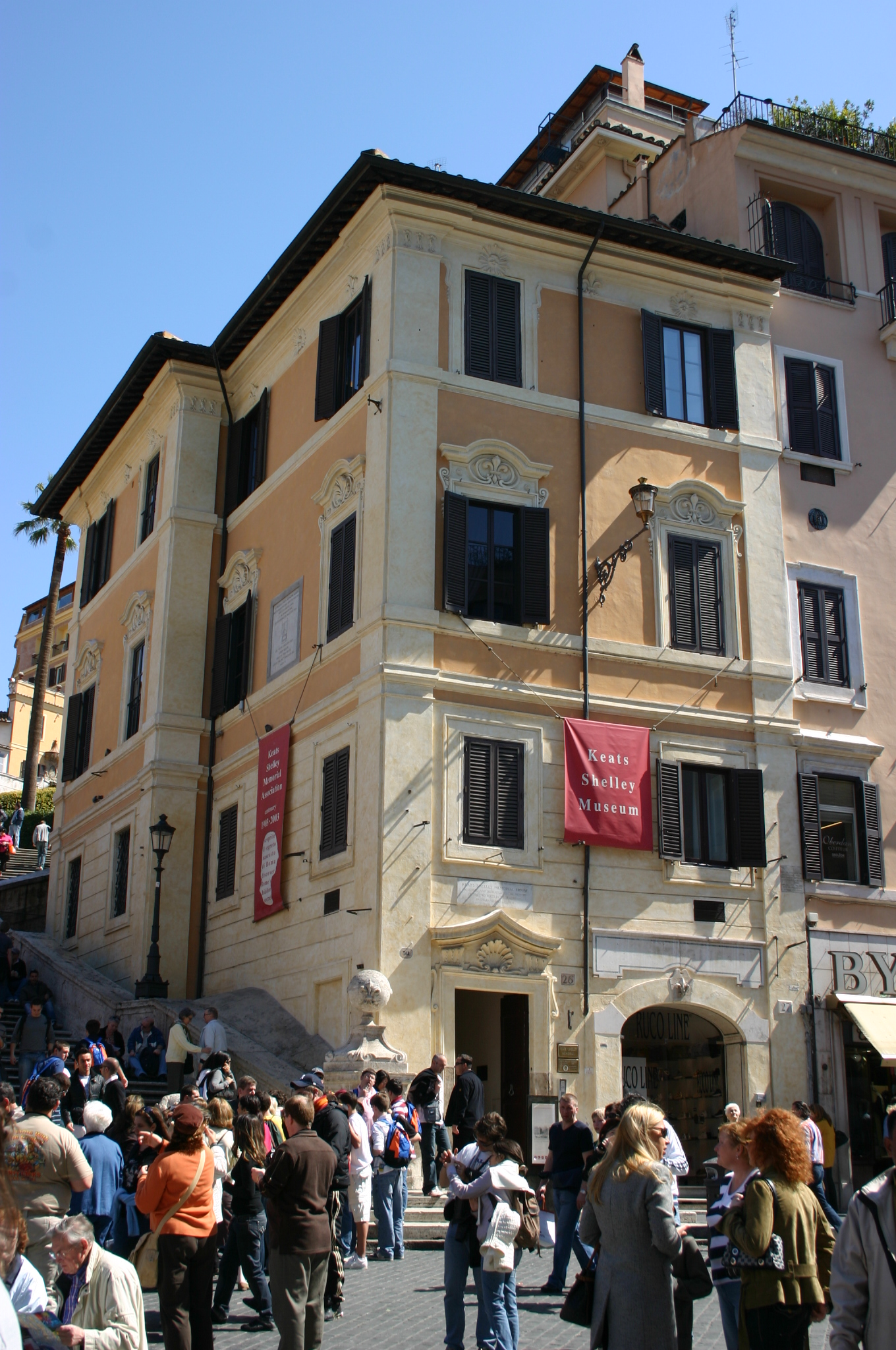
rechts van de Spaanse Trappen: het "Casina rossa" , thans het Keats-Shelley House
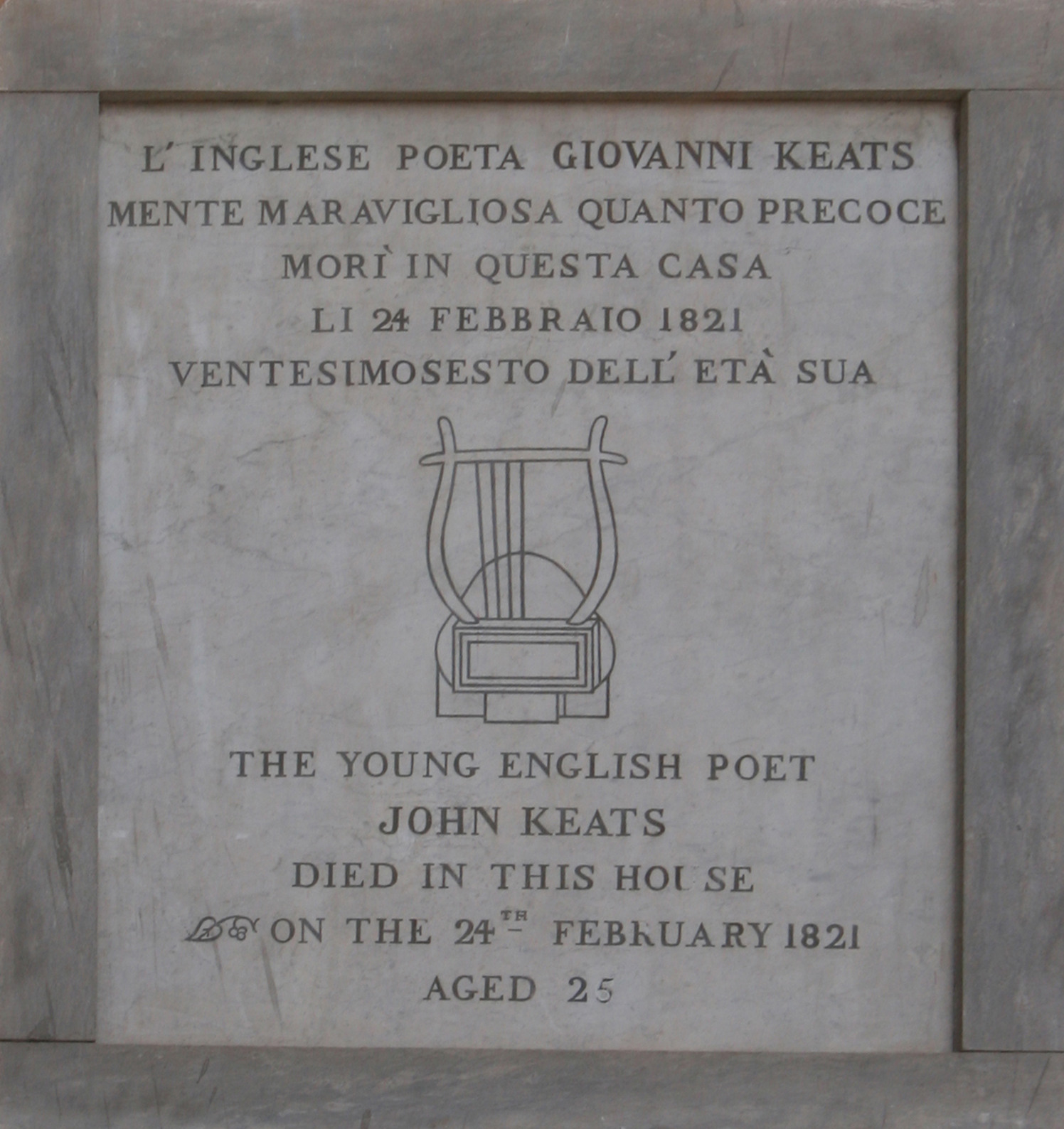
gedenkplaat voor John Keats op het Keats-Shelley House
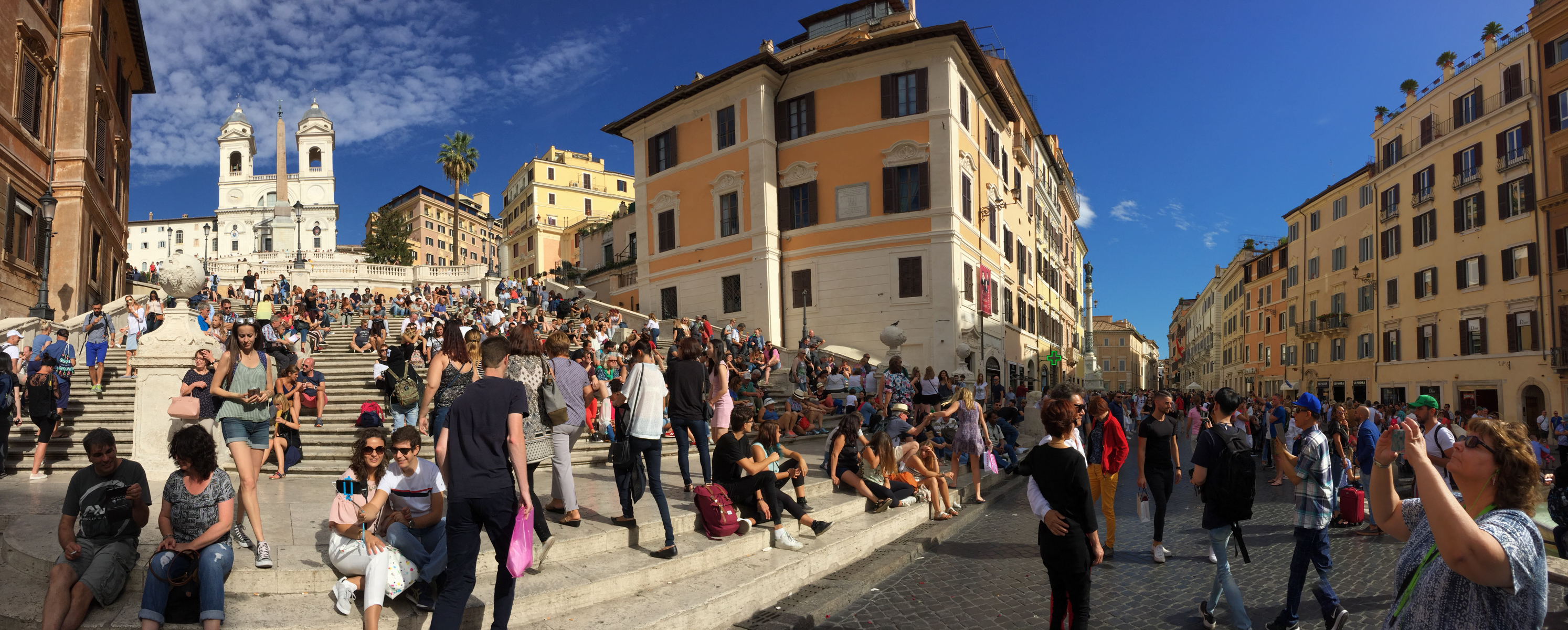
panorama-foto: de Spaanse Trappen en de zuidelijke helft van het plein
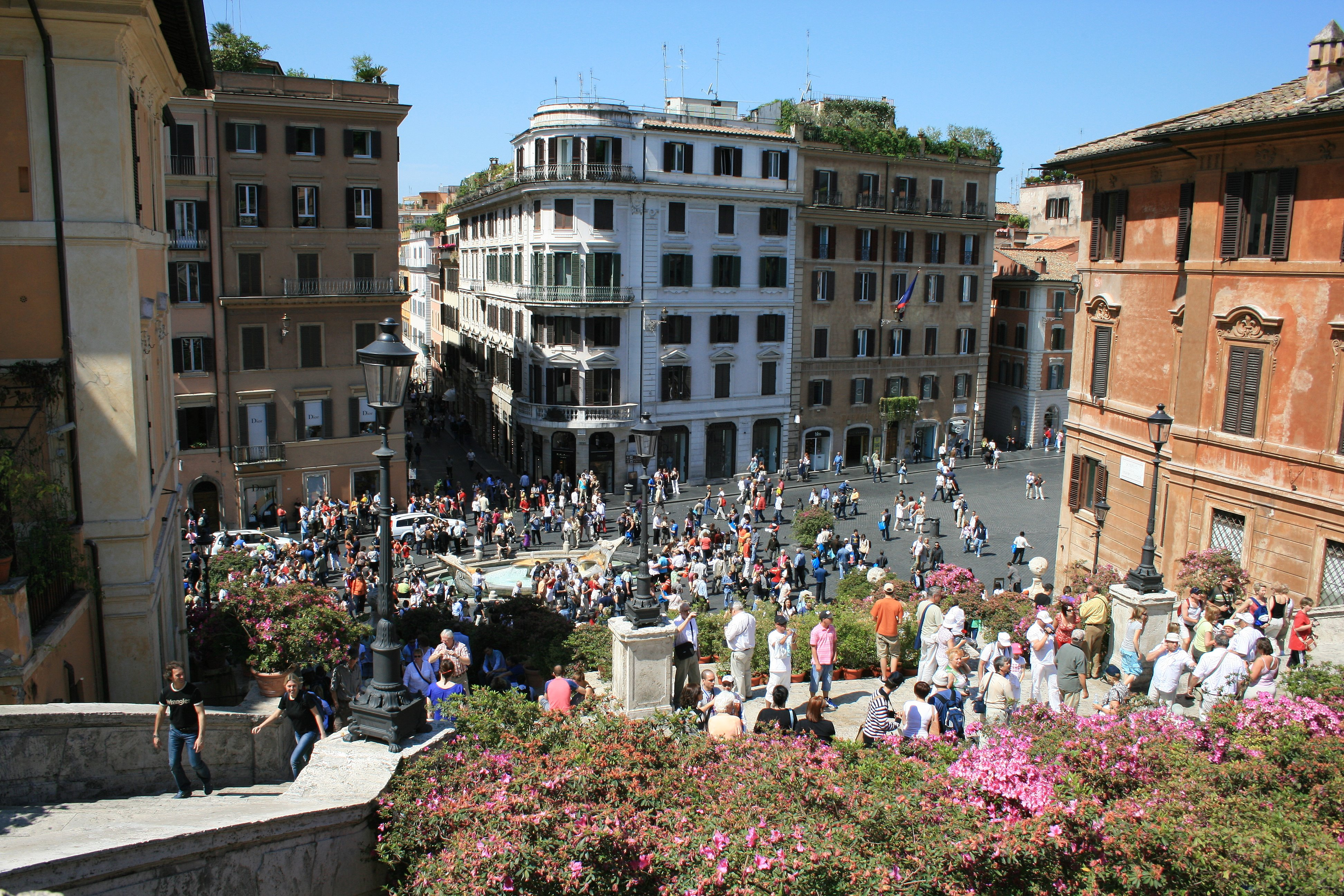
zicht op het plein vanaf de Spaanse Trappen tijdens de "infiorata"

### De zuidzijde van het plein

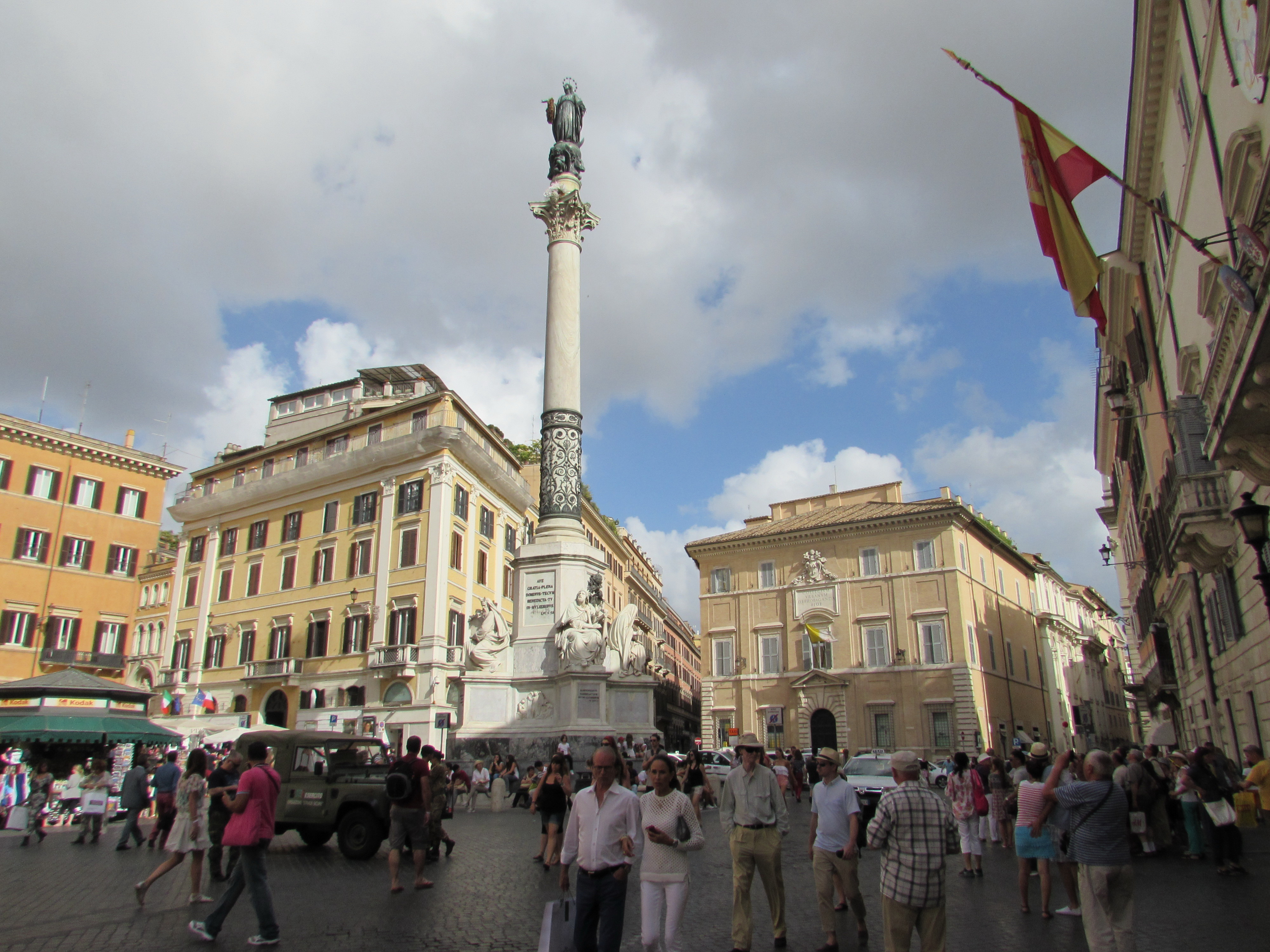
de Colonna dell'Immacolata en rechts daarachter het Palazzo di Propaganda Fide
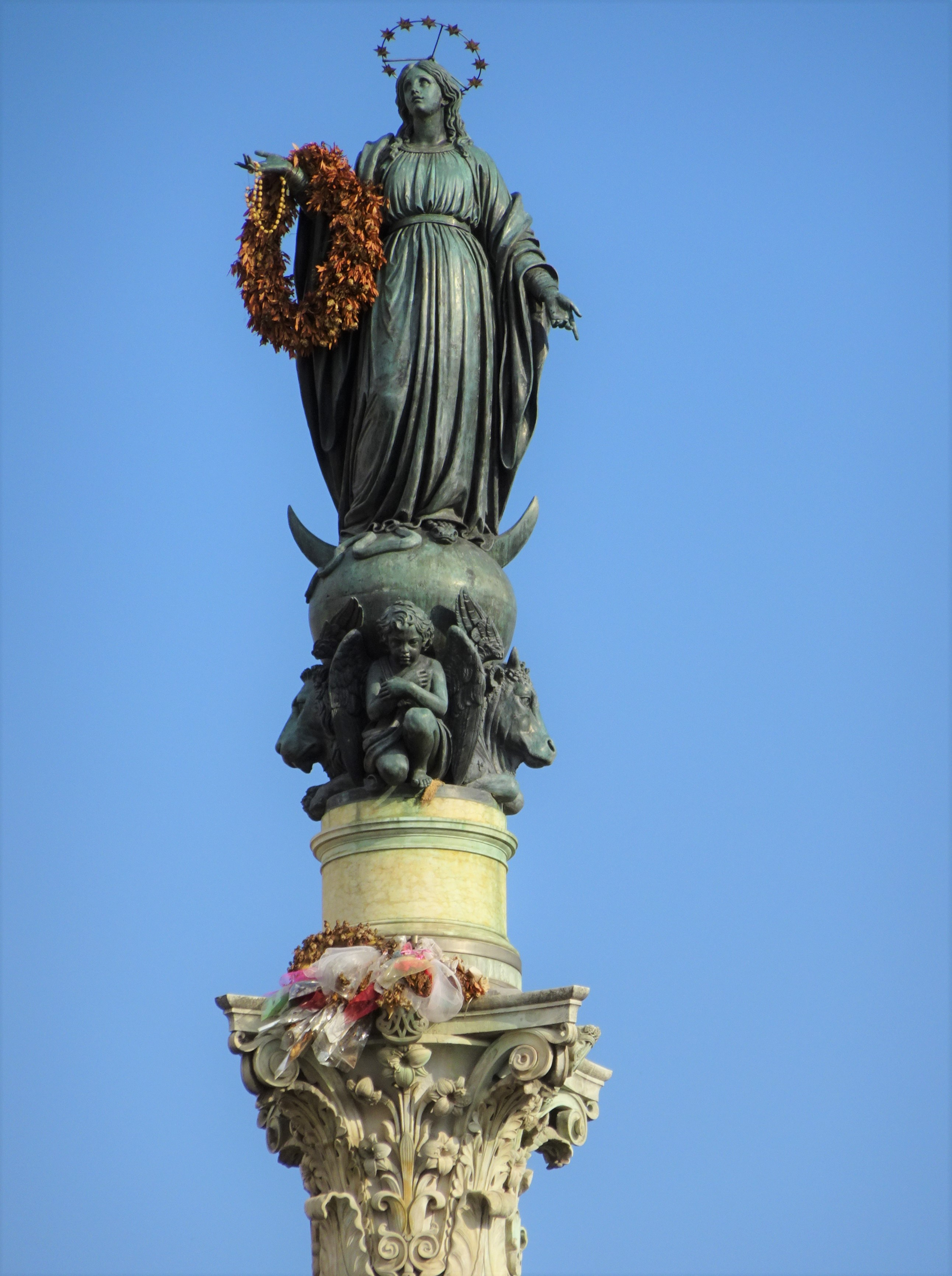
het Mariabeeld op de zuil
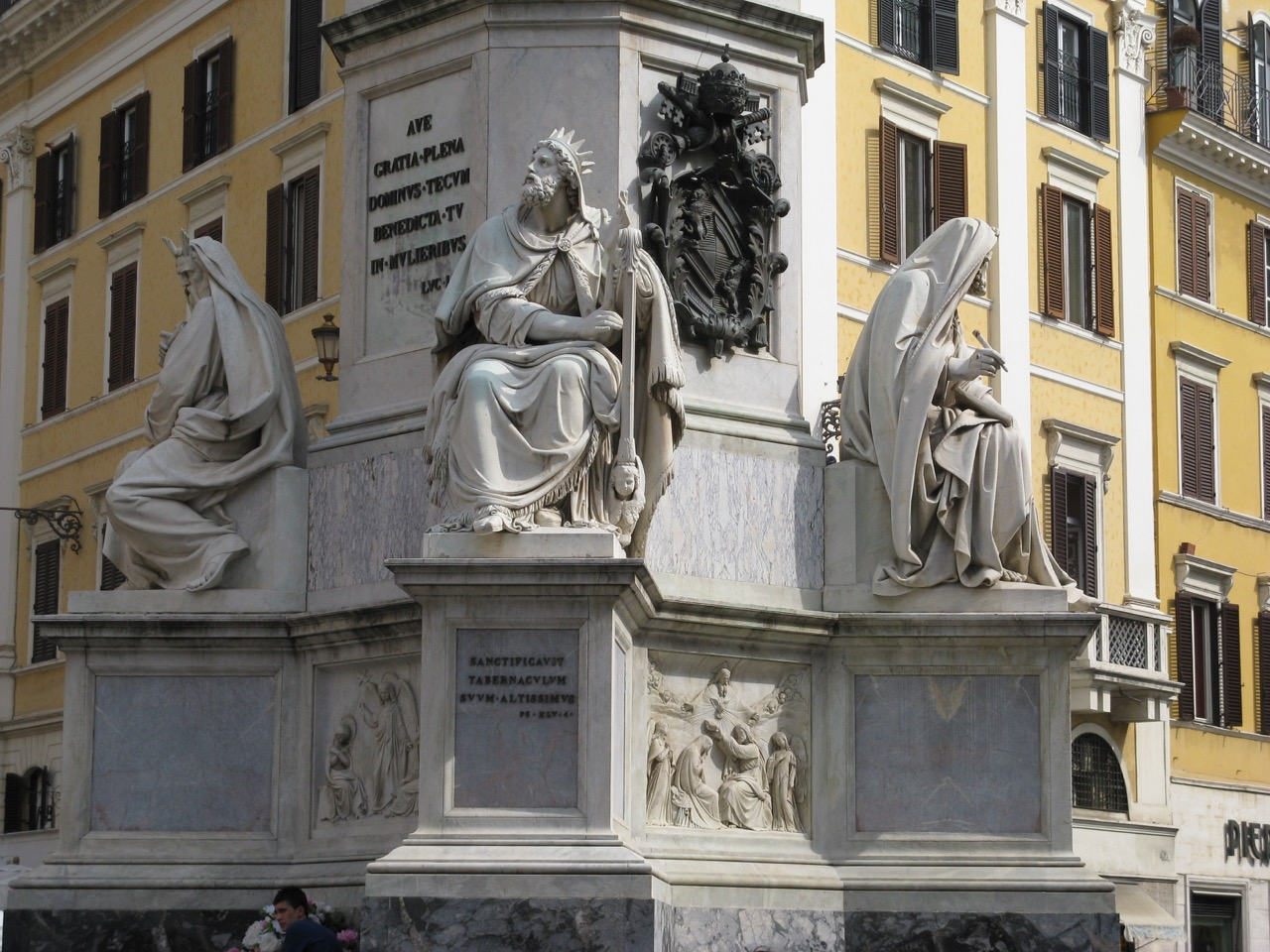
de sokkel van de Colonna dell'Immacolata, met de beelden van (v.l.n.r.) Mozes, David en Jesaja.
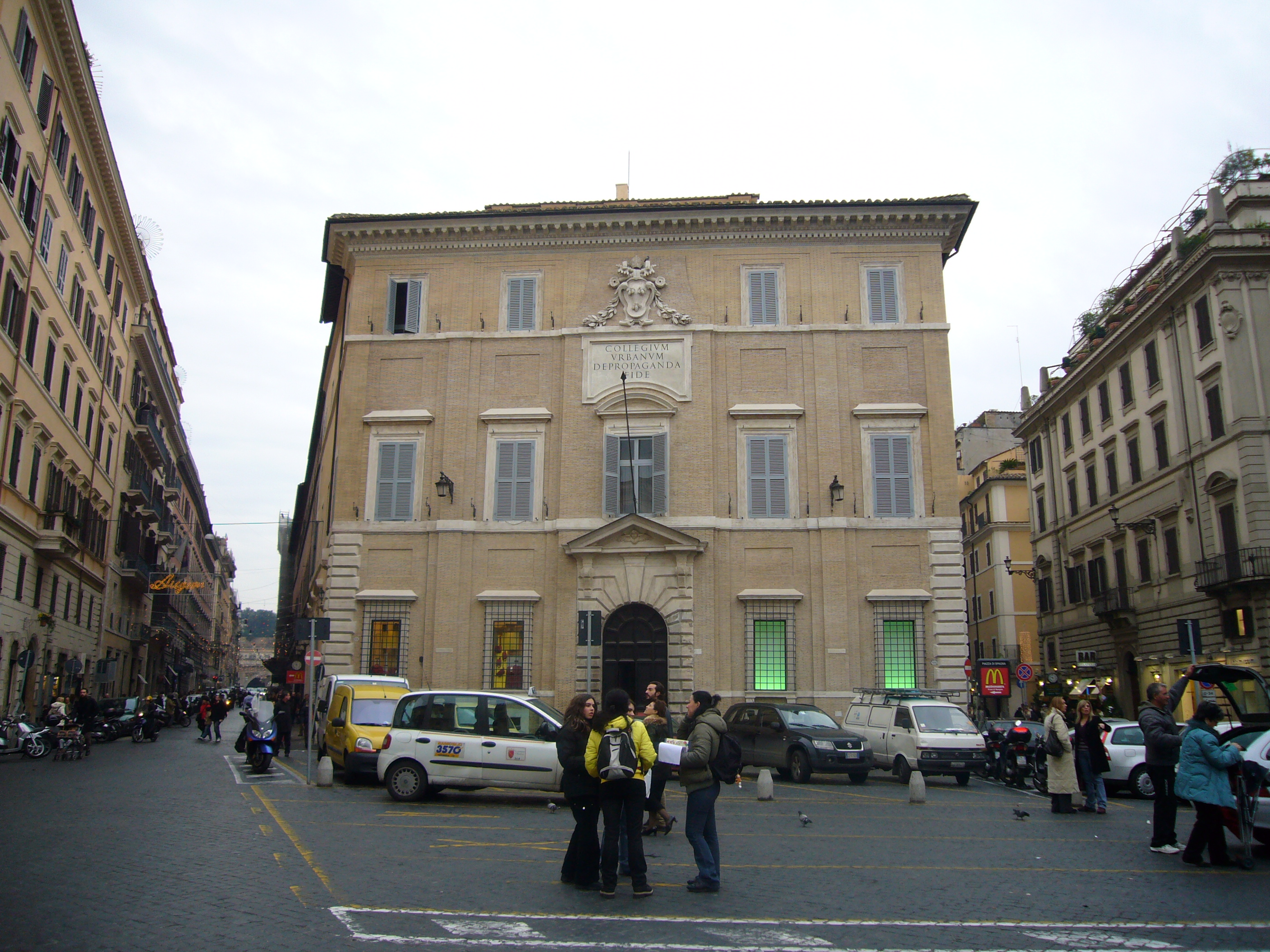
Bernini's gevel van het Palazzo di Propaganda Fide
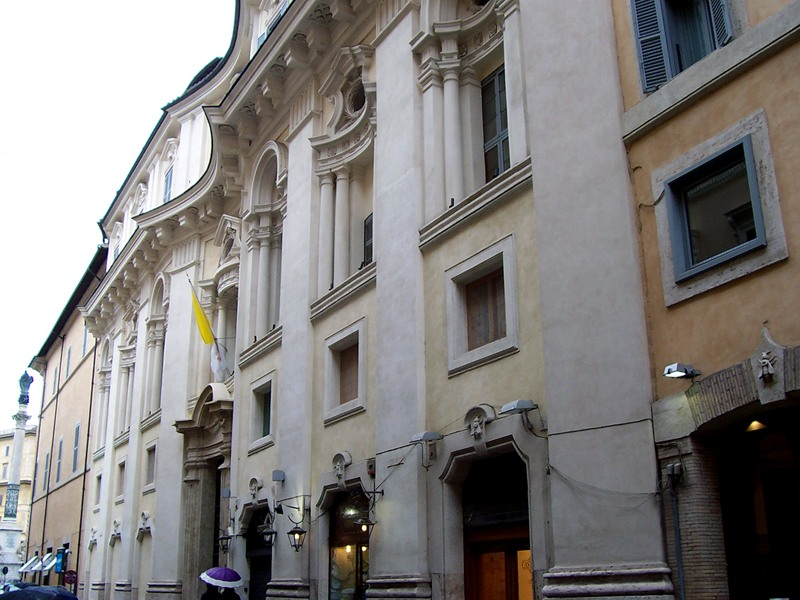
Borromini's gevel van het Palazzo di Propaganda Fide
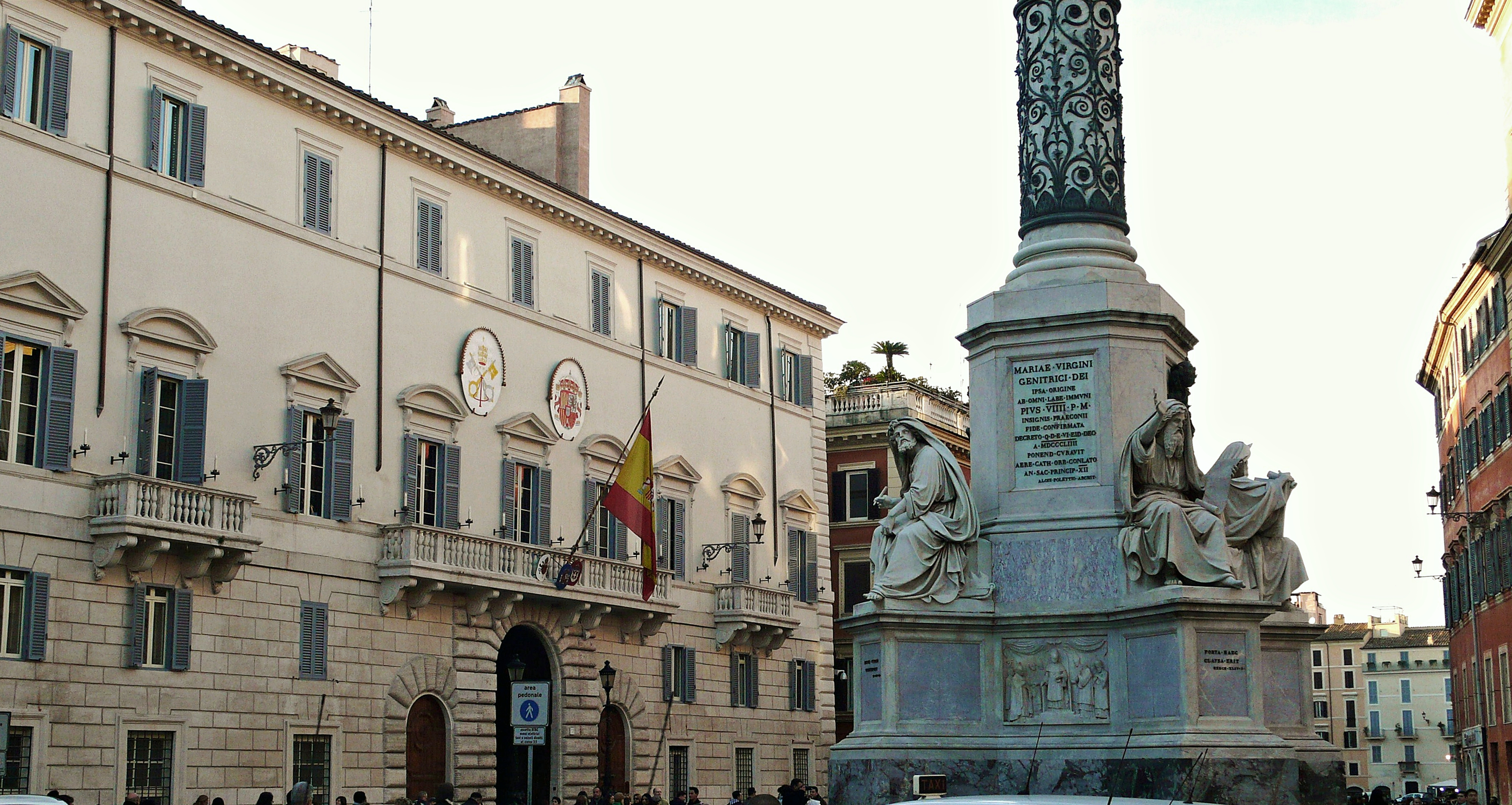
De sokkel van de Colonna dell'Immacolata en de Spaanse ambassade bij de Heilige Stoel
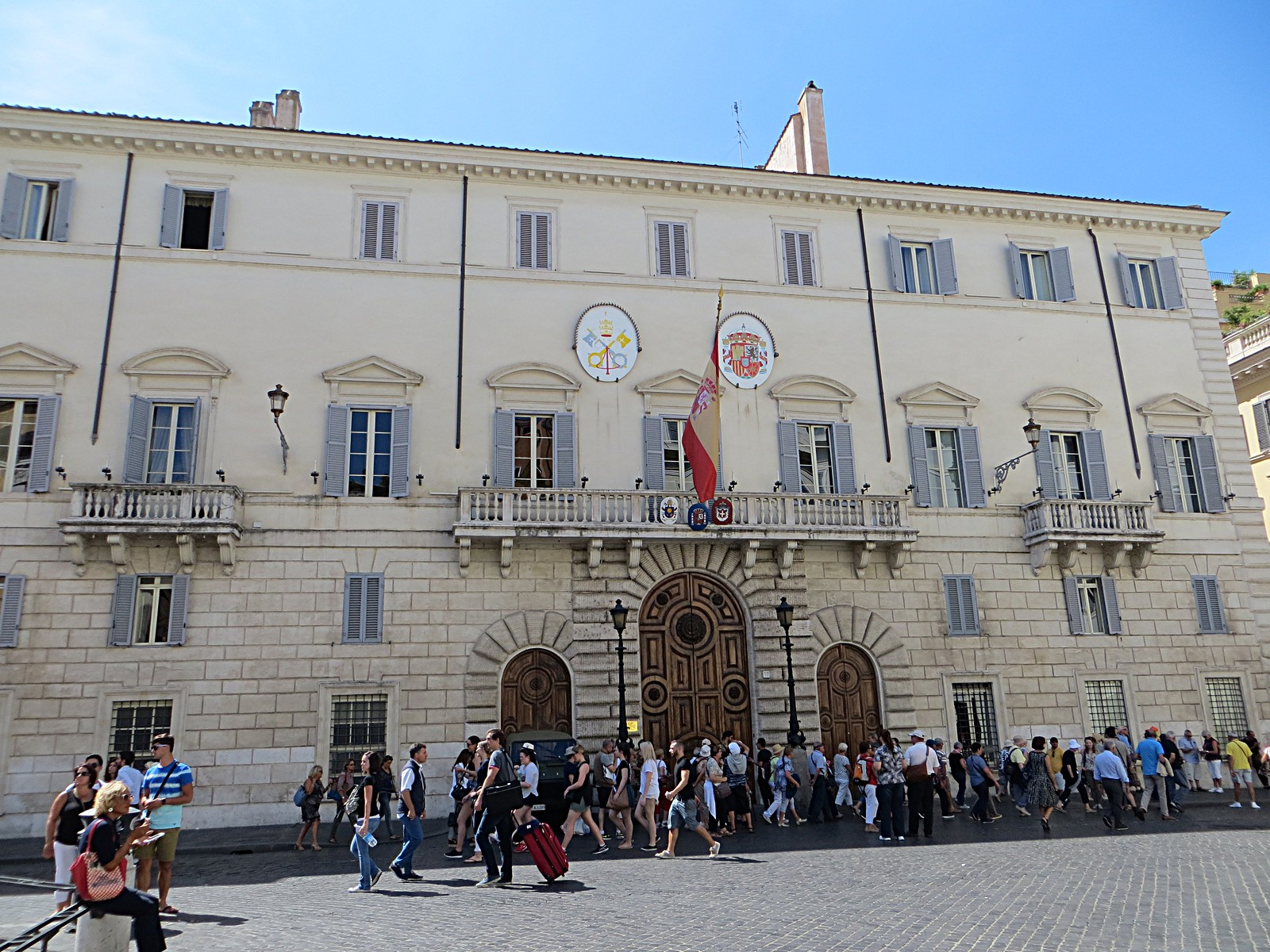
de 19de-eeuwse gevel van de Spaanse ambassade bij de Heilige Stoel

### Het geheel van het plein

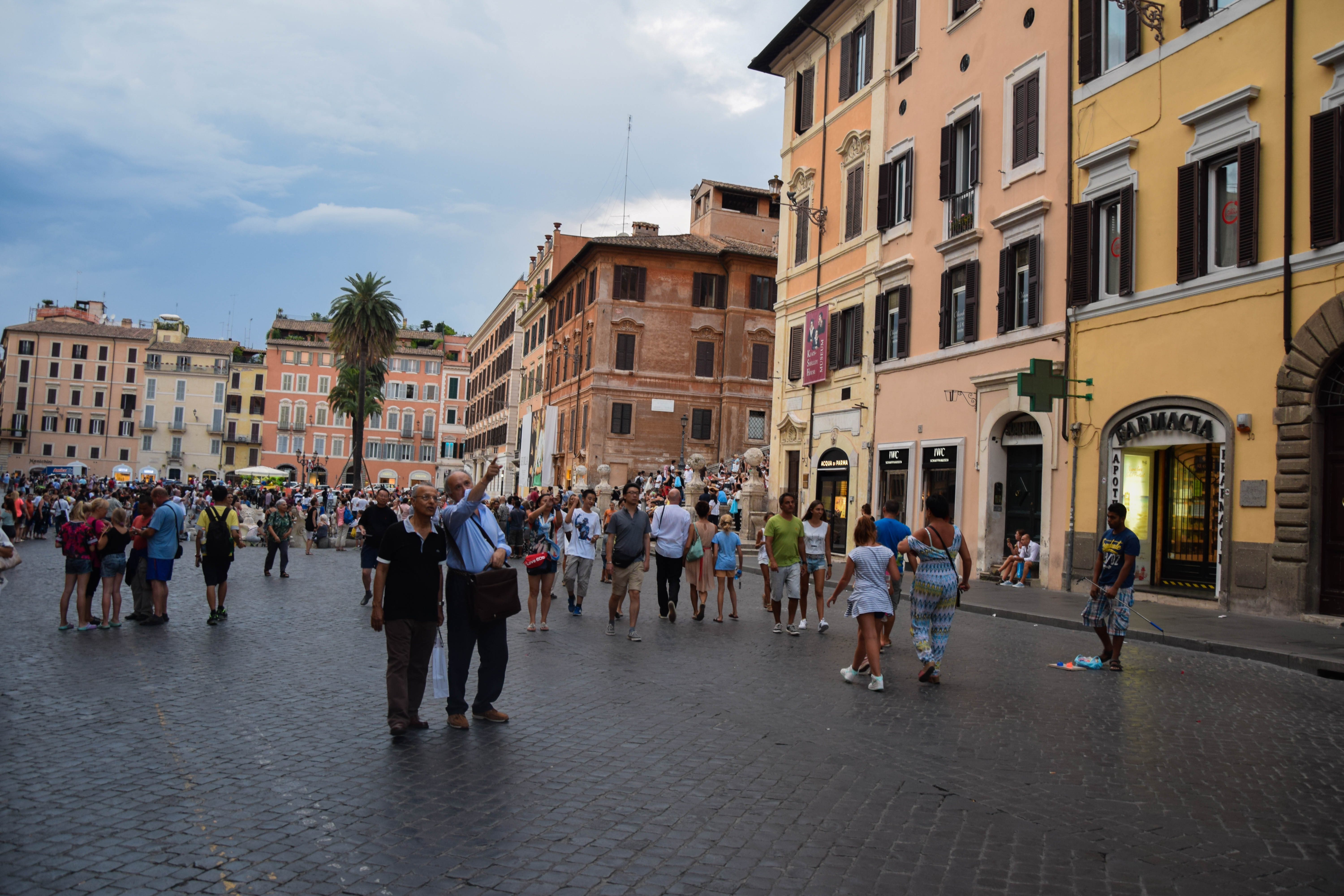
het plein gezien vanaf het zuiden
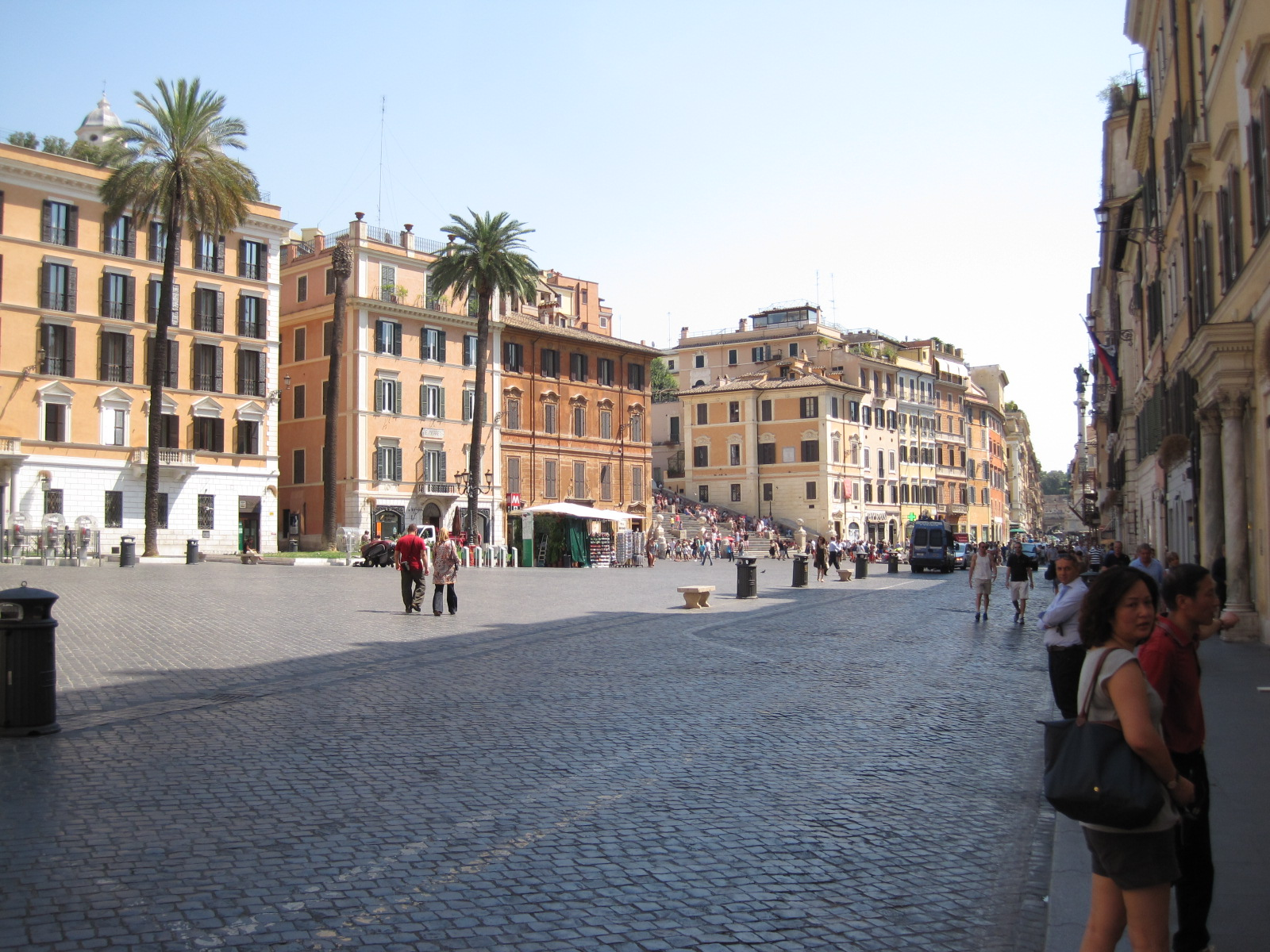
het plein gezien vanaf Via del Babuino
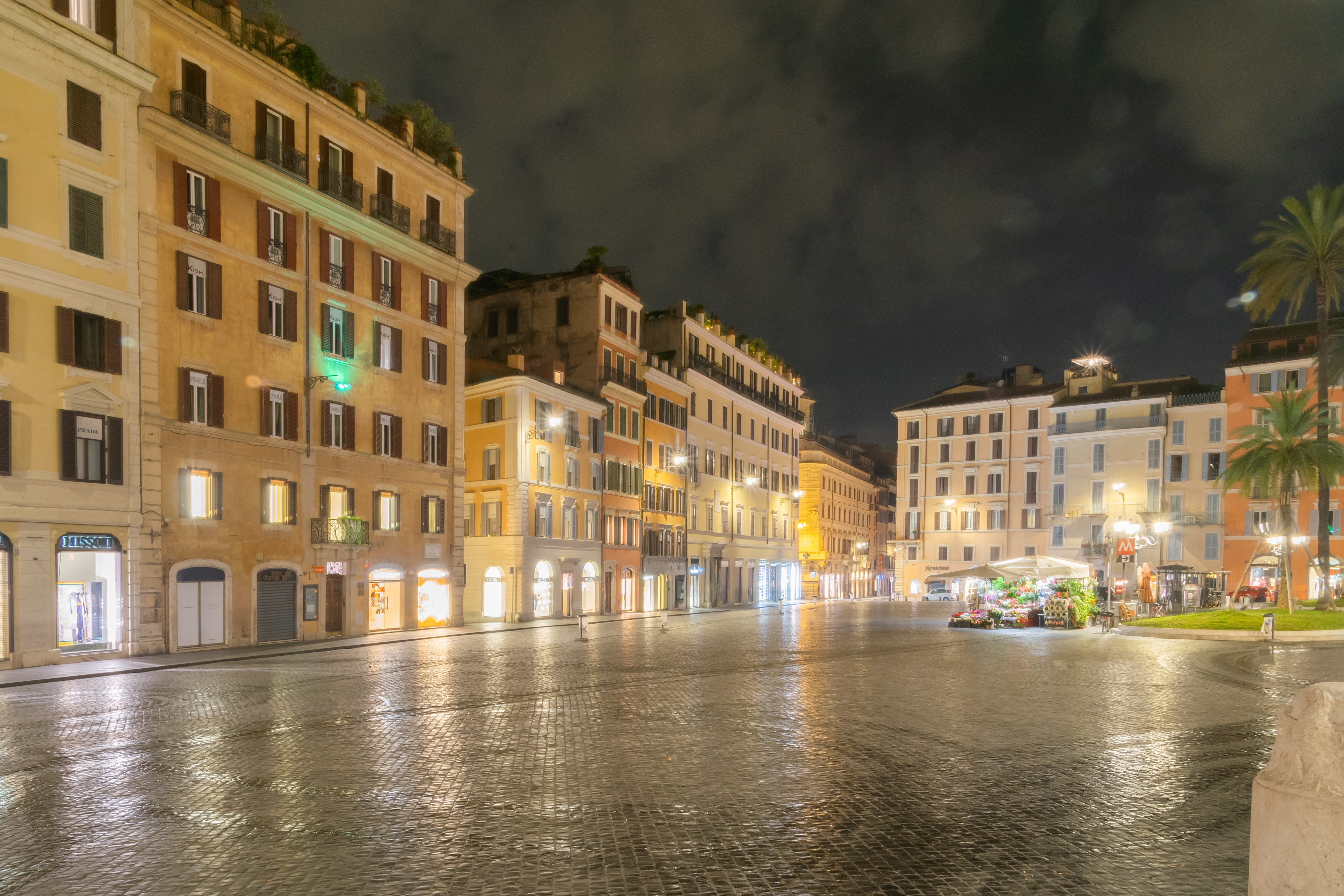
nachtopname van het noordelijke gedeelte

Campo de' Fiori · Forum Boarium · Largo di Torre Argentina · Piazza Augusto Imperatore · Piazza Colonna · Piazza del Campidoglio · Piazza del Popolo · Piazza della Minerva · Piazza della Repubblica · Piazza di Spagna · Piazza Farnese · Piazza Navona · Piazza Pio XII · Piazza San Pietro · Piazza Venezia